# Reynosia affinis
Reynosia affinis är en brakvedsväxtart som beskrevs av Ignatz Urban och Ekman. Reynosia affinis ingår i släktet Reynosia och familjen brakvedsväxter. Inga underarter finns listade i Catalogue of Life.